# Carlos de Campos
Carlos de Campos (Campinas, 6 de agosto de 1866 - São Paulo, 27 de abril de 1927) fue un abogado y político brasileño. Fue el décimo noveno presidente del estado de São Paulo habiendo gobernado entre el 1 de mayo de 1924 hasta el día de su muerte. Además fue diputado estadual ante la Asamblea Legislativa entre 1895 y 1915 y diputado federal entre 1918 y 1923.
Durante su gestión como presidente estadual enfrentó la Revuelta Paulista iniciada el 5 de julio de 1924. En un primer momento esta rebelión lo obligó a abandonar el Palacio de los Campos Elíseos. Para retomar el control de la ciudad ordenó el bombardeo de la misma el 9 de julio generando gran cantidad de muertes y heridos entre la población civil de la ciudad.
Luego de derrotada la revuelta, de Campos participó de otras iniciativas como la creación en 1926 de la Guardia Civil del Estado de São Paulo que existió hasta 1970. Luego también se destaca su apoyo a la producción cafetalera, la fundación del Instituto del Café, la remodelación de la Estrada de Ferro Sorocabana y la construcción de la estación Júlio Prestes, la fundación del Banco del Estado de São Paulo y del Instituto Biológico así como la construcción de las hidroeléctricas en la Serra do Mar en asociación con la compañía Light & Power.
Carlos de Campos murió durante su mandato el 27 de abril de 1927 siendo sucedido por Antônio Dino Bueno quien era el presidente del senado estadual ya que el vicepresidente Fernando Prestes de Albuquerque había renunciado durante la Revuelta Paulista. Fue sepultado en el Cementerio de la Consolación